# Vittorio Simoni
Vittorio Simoni (Genk, 27 februari 1954) is een Belgisch architect en interieurarchitect woonachtig te Hasselt. Naast zijn architecturale carrière en academische functie aan de universiteit Hasselt is hij ook bekend als televisiepersoonlijkheid (mijn restaurant, Heylen en de Herkomst) en als vader van acteur Matteo Simoni. Simoni is niet alleen actief in België, maar ook in Italië, Spanje, Oostenrijk, Duitsland, Dubai, Japan, Bangkok en Curaçao. Zijn oeuvre omvat naast verschillende projecten voor de inrichting van privéwoningen ook architectuur en inrichting van musea, hotels, showrooms en ateliers.

## Oeuvre
- Modemuseum (Hasselt)
- De Soeverein (Lommel)
- Corswarem - Smaakhuis (Hasselt)
- Stadsmuseum (Hasselt)
- 't Zilte (Antwerpen)
- Lombok's design hotel (Lombok)